# Ratthaphum Phankhechon
Ratthaphum Phankhechon (thailändisch รัฐภูมิ พานเขจร; * 25. Mai 2005), auch als Film  ist ein thailändischer Fußballspieler.

## Karriere

### Verein
Ratthaphum Phankhechon erlernte das Fußballspielen in der Jugend des Erstligisen Buriram United. Die Saison 2023/24 wurde er von der Jugend an den Drittligisten MH Nakhonsi City FC ausgeliehen. Der Verein aus Tha Sala spielte in der Southern Region der Liga. Hier bestritt er sechs Ligaspiele. Nach der Ausleihe kehrte er im Sommer 2024 nach Buriram zurück. Mit der U23-Mannschaft von Buriram nahm er 2024 an der U23-Liga teil. Hier belegte er mit dem Team den zweiten Platz. Im Januar 2025 unterschrieb er bei Buriram seinen ersten Profivertrag. Mitte Januar 2025 wechselte er auf Leihbasis zum Zweitligisten Police Tero FC. Sein Zweitligadebüt gab Phankhechon am 15. März 2025 (29. Spieltag) im Auswätsspiel gegen den Sisaket United FC. Bei dem 2:0-Auswärtserfolg wurde er in der 67. Minute für Sithu Aung eingewechselt.

### Nationalmannschaft
Ratthaphum Phankhechon nahm 2025 mit der thailändischen U20-Nationalmannschaft an der U20-Asienmeisterschaft in China teil. Hier schied man nach der Gruppenphase aus.

## Erfolge

### Verein
Buriram United U23
- Thailändischer U23-Vizemeister: 2024